# 최강칠우
《최강칠우》는 2008년 6월 17일부터 2008년 8월 19일까지 KBS 2TV에서 방송된 월화드라마이다.

## 줄거리
의금부 나장 최칠우가 각자의 사연을 가진 자객단 인물들과 함께 의뢰인들의 사건을 해결하고 타락한 권력가들을 통쾌하게 처단하는 이야기다.

## 제작진
- 연출 : 박만영
- 극본 : 백운철
- 크리에이터 : 케이피앤쇼
- 기획 : 고영탁
- 책임프로듀서 : 정성효
- 프로듀서 : 이진서
- 제작 : 김태원, 이동익
- 촬영 : 김용수, 박성, 김재환(1회~9회)
- 무술 : 박주천, 한정욱
- 편집 : 이동현, 김나영(5회~8회)
- 음악 : 한국드라마음악원
- 미술 : 권현진
- 조연출 : 이나정, 곽정후, 김명일

## 등장 인물

### 주요 인물
- 에릭 : 최(강)칠우 역 (아역 : 최수한)
- 구혜선 : 윤소윤 역 (아역 : 이한나)
- 유아인 : 흑산 / 김혁 역 (아역 : 구본승)
- 전노민 : 민승국 역

### 자객단
- 故이언 : 자자 (본명 최식) 역
- 임하룡 : 최남득 역
- 송하윤 : 연두 역
- 장준영 : 철석이 역

### 자객단 외 인물
- 김영옥 : 몽둥네 역
- 최란 : 충주댁 역

### 악의축 인물
- 임혁 : 김자선 역
- 최정우 : 인조 역

### 의금부 인물
- 송용태 : 의금부 도제조 역
- 정원중 : 의금부 도사 역
- 손광업 : 오십부장 역
- 정진 : 사나장 역
- 신승환 : 오나장 역
- 박준서 : 정나장 역

### 청나라 사신
- 김주영 : 용골대 역 (특별출연)

### 그 외 인물
- 남명렬 : 진무양 역 - 흑산의 친아버지
- 박용기 : 허원도 역
- 박보영 : 김(강)우영 역 (아역 : 윤선혜)
- 백성일
- 김광인
- 박규점
- 김홍수
- 이봉규 : 서금옥의 아버지 역
- 백민
- 양재성 : 한야준 역
- 이금주 : 허원도의 부인 역
- 오지영 : 도영의 어머니 역
- 강민석
- 이석구
- 김종호
- 김난영
- 최성웅
- 김병찬 : 송 집사 역
- 김선은 : 나장1 역 (2회)
- 이훈재
- 안혜진
- 김민진 : 머슴 역 (2회)
- 이경근
- 차재돌 : 한도영 역
- 박승태
- 주효만
- 강재 : 조안중 역
- 문원주 : 점박이 역
- 이호성 : 진상군 역
- 윤지유 : 서금옥 역
- 차순배 : 박 검열(사관3) 역
- 이성주
- 이수완 : 대방이(관노1) 역 (3회)
- 정석용 : 남기동 역
- 권태원 : 이민박 역
- 함석훈 : 황대치 역
- 우현 : 김말중 역
- 조양자 : 삼월의 어머니 역
- 박효빈 : 삼월이 역
- 청미
- 구중림
- 이두경
- 김수빈
- 윤경진
- 지성근
- 전해룡
- 박현우 : 삼혁 역
- 최명진
- 민준현 : 유생1 역 (5회)
- 홍재성 : 과거보는 유생 역 (5회)
- 홍승범 : 선비1 역 (5회)
- 김성훈
- 김영 : 허 의원 역
- 최효현
- 김참
- 고정민 : 옥봉 역
- 김홍표 : 김조현 역
- 이지은 : 송주희 역
- 이지완 : 이신향 역
- 김지수
- 이범우 : 이방 역 (6회)
- 이진화 : 평민1 역 (6회)
- 박종설 : 평민2 역 (6회)
- 김희라 : 주민1 역 (6회)
- 문회원 : 인성군수 역
- 송경의
- 김도자
- 차상미
- 신수빈
- 권기주
- 유순철 : 촌장 역 (6회)
- 박진성
- 이정수
- 이원종 : 외팔이 병관아재 역
- 문수종
- 전헌태 : 웅기의 부하1 역
- 여훈
- 김상수
- 하지우
- 최민금 : 상인1 역
- 김미옥 : 상인2 역
- 황효상
- 김상식 : 장군파 일원 역
- 나기수 : 장군파 두령 역
- 최은석
- 양석원
- 전영빈 : 막수 역 - 흑산의 부하
- 김호영 : 매향 역 - 매분구
- 이승효 : 분녀 역 - 매분구
- 유재현
- 이경철
- 이선영
- 윤정은 : 황강희 역
- 최인숙
- 김문진
- 최재희
- 최한나
- 최연금
- 윤배영
- 조대현
- 박우열
- 김은혜
- 승재 : 이영석 역 - 은희의 정혼자
- 송민형
- 민아령 : 민은희 역 - 승국의 여동생
- 이종구 : 목희의 아버지 역
- 서정주 : 윤목희 역
- 방길승
- 지승현
- 윤영목
- 손일권 : 이치서 역
- 이일섭
- 정석규
- 송승용
- 한태일 : 대장장이 역
- 김규철 : 최원식 역
- 남성진 : 조원두 역
- 유병준 : 이형익 역
- 양소민 : 강빈 역
- 공재원
- 김선영
- 김대성
- 이영실
- 허선행
- 정종현
- 홍현영
- 송승훈
- 유인석
- 전일범 : 한성부 종사관 역
- 박승아
- 엄보용 : 악동1 역 (14회)
- 현숙희 : 주모 역 (15회)
- 황동식
- 박진욱
- 이승형 : 스파이 유생(선비1) 역
- 기연호 : 선비2 역 (17회)
- 최민서
- 이성
- 박찬욱
- 윤선희
- 신영진

### 특별 출연
- 남일우 : 김홍조 역 - 우영의 양아버지 (1회~3회, 13회)
- 오만석 : 강산하 역 - 칠우의 친아버지 (1회)
- 김지석 : 신문고 의뢰자 (1회)
- 강인덕 : 웅기 대장 역 (7회)
- 윤용현 : 이태술 역 (7회)
- 임호 : 소현세자 역 (13회)

## 사운드 트랙

### 최강칠우 OST
| #            | 제목                         | 작사           | 작곡             | 재생 시간 |
| ------------ | ---------------------------- | -------------- | ---------------- | --------- |
| 1.           | 〈태평성대〉                 |                | 안데르센, 마르코 | 1:09      |
| 2.           | 〈우리 함께라면〉 (SS501)    | 장혁수         | 신형             | 3:12      |
| 3.           | 〈아나요〉 (심은진)          | 장혁수         | 최철호           | 3:46      |
| 4.           | 〈내가 달려갈께〉 (레이지본) | 레이지본       | 레이지본         | 3:21      |
| 5.           | 〈기다려요〉 (한얼)          | 장혁수         | 최철호, 김종천   | 5:00      |
| 6.           | 〈Again〉 (최성일)           | 김영아         | 김석찬           | 3:45      |
| 7.           | 〈언젠가〉 (혜나)            | 최우혁, 강재욱 | 최우혁, 강재욱   | 3:54      |
| 8.           | 〈조선 플라멩고〉            |                | 강근모           | 2:10      |
| 9.           | 〈난세지음〉                 |                | 안데르센         | 3:23      |
| 10.          | 〈천만의 횃볼〉              |                | 마르코           | 2:13      |
| 11.          | 〈바람개비〉                 |                | 안데르센         | 0:55      |
| 12.          | 〈보이지 않는 길〉           |                | 마르코           | 3:10      |
| 13.          | 〈웨스턴 휘파람〉            |                | 안데르센         | 2:16      |
| 14.          | 〈희애노락(喜哀怒樂)〉       |                | 안데르센         | 3:03      |
| 15.          | 〈도도(道刀)〉               |                | 강근모           | 2:03      |
| 16.          | 〈멈추지 않을 것이다〉       |                | 마르코           | 3:06      |
| 17.          | 〈비상〉                     |                | 마르코           | 2:28      |
| 총 재생 시간 | 총 재생 시간                 | 총 재생 시간   | 총 재생 시간     | 47:54     |

## 이모저모
- 당초 2008년 6월 9일에 첫 회를 방영할 예정이었으나 종영을 눈앞에 둔 동시간대 인기 사극 《이산》과의 시청률 경쟁을 피하기 위해 방영 시작일을 6월 17일로 바꿨다.[1] 또한, 이 날에는 1회와 2회가 연속 방영됐다.
- 이 드라마는 공동 작가 시스템을 도입한 케이피앤쇼의 첫 번째 프로젝트다. 박상연과 김영현을 포함한 소속 작가들이 크리에이터로 참여하고 백운철 작가가 극본을 완성하는 방식이다.[2][3]